# Lythria suffusa
Lythria suffusa är en fjärilsart som beskrevs av Barend J. Lempke 1934. Lythria suffusa ingår i släktet Lythria och familjen mätare. Inga underarter finns listade i Catalogue of Life.